# Équipe du Malawi des moins de 17 ans de football
L'équipe du Malawi des moins de 17 ans est une sélection de joueurs de moins de 17 ans au début des deux années de compétition placée sous la responsabilité de la Fédération du Malawi de football. L'équipe participe une seule fois à la Coupe d'Afrique des nations des moins de 17 ans, où elle se classe quatrième. Elle participe également une fois à la Coupe du monde des moins de 17 ans, ne dépassant pas le premier tour.

## Parcours en Coupe d'Afrique des nations des moins de 17 ans
- 1995 : Non inscrit
- 1997 : Non qualifié
- 1999 : Non qualifié
- 2001 : Non qualifié
- 2003 : Non qualifié
- 2005 : Non qualifié
- 2007 : Non qualifié
- 2009 : 4e
- 2011 : Non inscrit
- 2013 : Non qualifié
- 2015 : Non inscrit
- 2017 : Retrait
- 2019 : Non qualifié
- 2023 : Non qualifié

## Parcours en Coupe du monde des moins de 17 ans
| - 1985 : Non qualifié - 1987 : Non qualifié - 1989 : Non qualifié - 1991 : Non qualifié - 1993 : Non qualifié - 1995 : Non qualifié - 1997 : Non qualifié - 1999 : Non qualifié - 2001 : Non qualifié - 2003 : Non qualifié |  | - 2005 : Non inscrit - 2007 : Non qualifié - 2009 : 1er tour - 2011 : Non inscrit - 2013 : Non qualifié - 2015 : Non inscrit - 2017 : Retrait - 2019 : Non qualifié - 2023 : Non qualifié |

## Joueurs notables
- Luke Milanzi